# Mordecai Ezekiel
Pour les articles homonymes, voir Ezekiel.
Mordecai Ezekiel, de son nom complet Mordecai Joseph Brill Ezekiel, né le 10 mai 1899 à Richmond (Virginie) et mort le 31 octobre 1974, est un économiste américain, spécialiste du New Deal. 

## Biographie
Mordecai Ezekiel décroche un diplôme de science agricole au Maryland Agricultural College en 1918. En 1919, il rejoint le bureau du recensement des États-Unis. En 1922, il devient économiste au Département de l'Agriculture des États-Unis où il travaille sur la gestion des fermes. Il décroche un master en sciences à l'université du Minnesota en 1923, puis un doctorat de philosophie en économie de la Robert Brookings Graduate School of Economics and Government en 1926. En 1930, il est assistant de l'économiste en chef au comité fédéral des fermes. De septembre 1930 à septembre 1931, il voyage en Europe et en Russie avec une bourse Guggenheim.
Il fut un conseiller économique du président Franklin D. Roosevelt en matière de politique agricole. Il est considéré comme le concepteur du Farm Bill déployé lors du New Deal, une mesure qui rendit les prix de l'agriculture directement dépendants de la demande du marché. Selon Hans Singer, Ezekiel serait aussi à l'origine du premier programme d'aide alimentaire mondiale. En 1974, à la suite de son décès, sa femme fait don de ses archives et de la propriété intellectuelle de ses œuvres au gouvernement américain.

## Publications
- Methods of Correlation Analysis, 1930
- Jobs for All Through Industrial Expansion, New York: Alfred A. Knopf, 1939.
- Towards World Prosperity: Through Industrial and Agricultural Development and Expansion, Harper & Brothers, 1947.